# Les Marches
Les Marches ist eine Commune déléguée in der französischen Gemeinde Porte-de-Savoie mit 2791 Einwohnern (Stand 1. Januar 2022) im Département Savoie in der Region Auvergne-Rhône-Alpes.

## Geographie

### Lage
Les Marches liegt auf 319 m, etwa 11 km südöstlich der Präfektur Chambéry und 39 km nordnordöstlich der Stadt Grenoble (Luftlinie). Das Dorf liegt an der Grenze zum Département Isère am Übergang von der Talfurche von Chambéry zum Grésivaudan, dem Isère-Tal oberhalb von Grenoble. Nachbargemeinden von Les Marches waren Myans und Chignin im Norden, Francin im Osten, Laissaud und Chapareillan im Süden sowie Entremont-le-Vieux und Apremont im Westen.

### Topographie

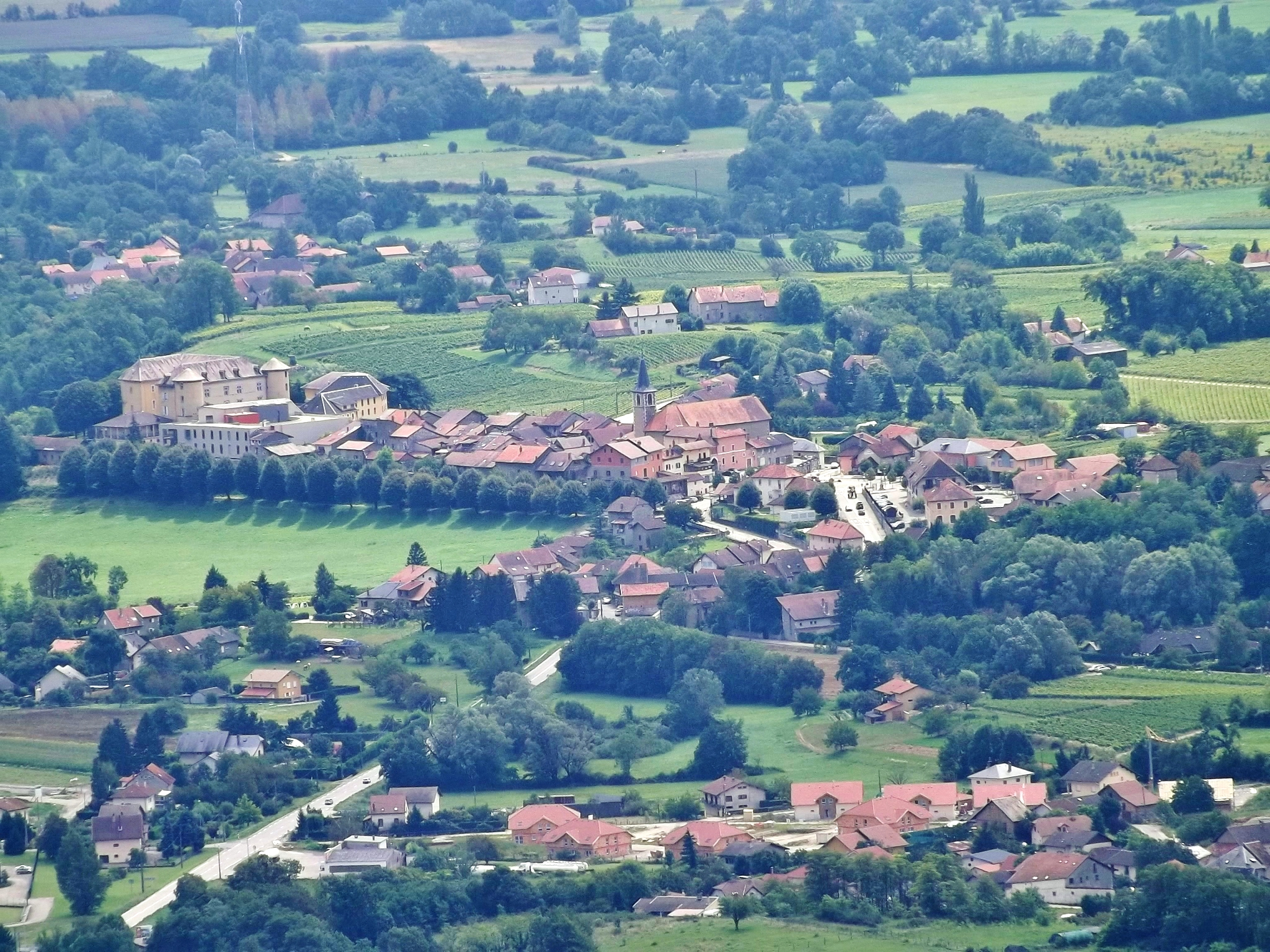
Luftaufnahme von Les Marches

Die Fläche des 15,35 km² großen Gebiets der Commune déléguée umfasst drei verschiedene geologische Formationen. Der nördliche Teil gehört zur Talfurche von Chambéry und enthält das Siedlungsgebiet von Les Marches, das mit der Nachbargemeinde Myans eine kontinuierliche Bebauung bildet. Der südliche Teil erklimmt spitz zulaufend bis auf 1115 m die Ausläufer der Chartreuse, ein voralpines Kalkmassiv mit Erhebungen bis etwa 2000 m. Dadurch liegt die Commune déléguée größtenteils innerhalb des Regionalen Naturparks Chartreuse (frz.: Parc naturel régional de la Chartreuse). Der dritte, östliche Teil des Bodens der Commune déléguée bildet einen etwa 2 km langen Uferabschnitt der Isère, deren Talformation sich im Bereich von Les Marches zum Grésivaudan aufweitet. Das Gebiet der Commune déléguée wird von kleinen Bachläufen zur Isère hin entwässert. 
Die intensive landwirtschaftliche Nutzung der Böden spiegelt sich in der anteilsmäßigen Landbedeckung der Fläche der Commune déléguée wider, die mit 33,5 % von Weinbergen angeführt wird gefolgt von Baumbewuchs (18,6 %), Feldern (16,7 %), Wiesen (14,8 %) und sonstigen landwirtschaftlichen Flächen (10,4 %).

### Gliederung der Commune déléguée
Der mittelalterliche Ortskern von Les Marches liegt eng bebaut auf einem langgestreckten Geländesockel, der aus der Talfurche von Chambéry herausragt. Am Boden der Talfurche zwischen der Autobahn und dem Ortskern erstreckt sich ein Gewerbegebiet. Daneben gehören auch mehrere Weilersiedlungen und Gehöfte zur Commune déléguée, darunter:
- Les Abîmes (321 m) an der Grenze zu Myans,
- Saint-André (369 m) auf einer weiteren Geländestufe oberhalb des mittelalterlichen Ortskerns,
- Mure (285 m) im Südteil am Übergang zum Isère-Tal.

## Geschichte
Die Gemeinde Les Marches wurde am 1. Januar 2019 mit Francin zur Commune nouvelle Porte-de-Savoie zusammengeschlossen. Sie hat seither des Status einer Commune déléguée. Sie gehörte zuvor zum Kanton Montmélian im Arrondissement Chambéry und war Mitglied des Gemeindeverbandes Cœur de Savoie.

## Sehenswürdigkeiten

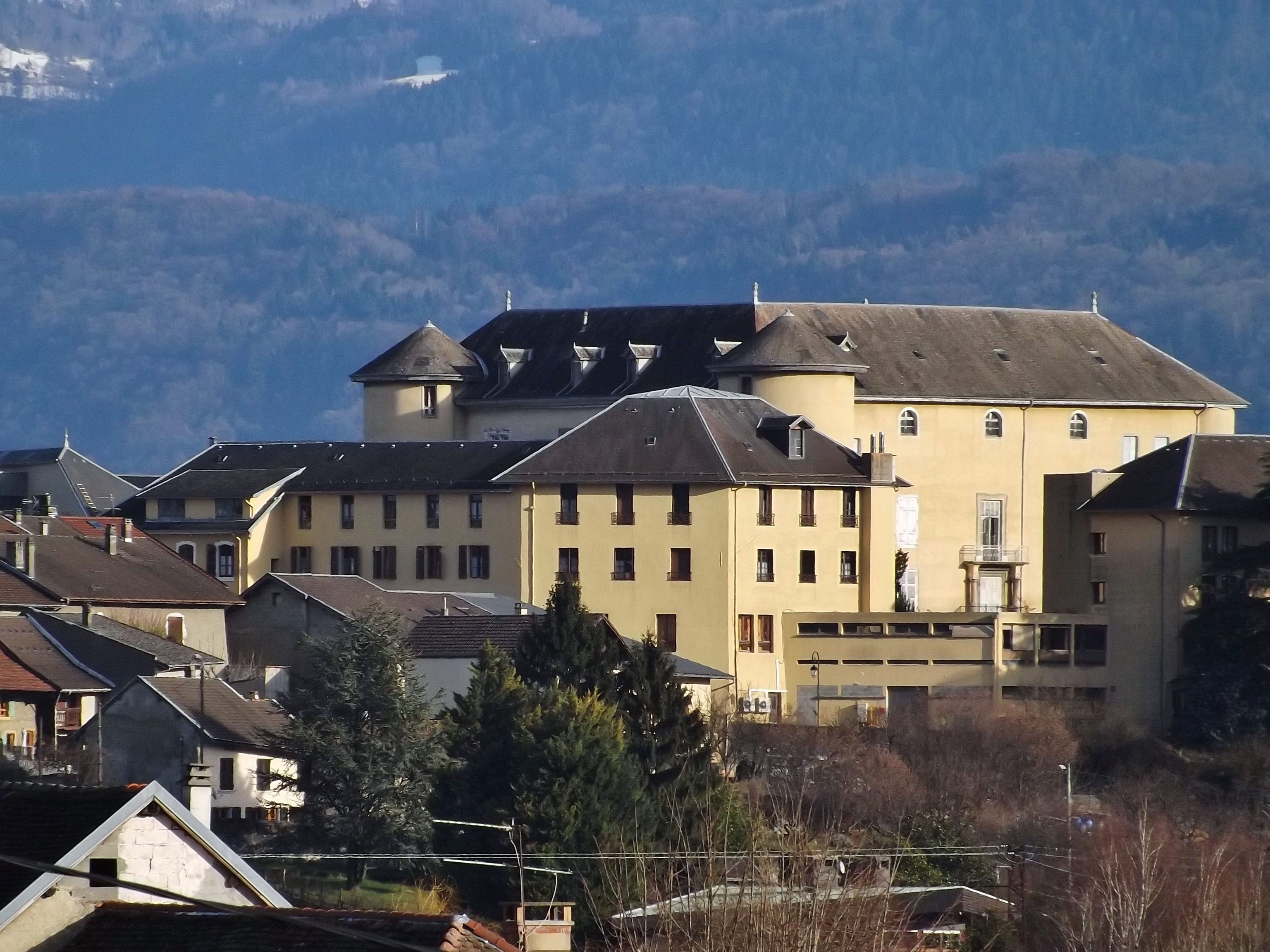
Das Château des Marches (Rückansicht)

Der eng bebaute, mittelalterliche Ortskern steht isoliert auf einem Geländeriegel und erstreckt sich zwischen dem Château des Marches auf der einen und der Dorfkirche auf der anderen Seite. Das Château des Marches geht auf das 14. Jahrhundert zurück und erhielt in den darauffolgenden Jahrhunderten weitere An- und Umbauten. Die Bedeutendste ist der Festsaal aus der Zeit von 1780 bis 1790 mit Trompe-l’œil-Fresken ausgeführt durch die Galliari-Brüder, er ist als monument historique eingeschrieben. Die Dorfkirche stammt aus dem 19. Jahrhundert.
Der Lac de Saint-André entstand durch den Bergsturz von 1248 und ist ein Naturschutzgebiet. Verschiedene Teile des Uferbereichs sind zum Fischfang und zum Baden freigegeben.

## Bevölkerungsentwicklung
| Jahr | Einwohner |
| ---- | --------- |
| 1962 | 0991      |
| 1968 | 0971      |
| 1975 | 1.108     |
| 1982 | 1.233     |
| 1990 | 1.416     |
| 1999 | 2.135     |
| 2006 | 2.449     |
| 2011 | 2.450     |

Mit 2653 Einwohnern (Stand 1. Januar 2016) gehörte Les Marches zu den mittelgroßen Gemeinden des Département Savoie. Nachdem die Einwohnerzahl nach dem Anschluss Savoyens an Frankreich rückläufig war (1861 wurden noch 1868 Einwohner gezählt), wurde seit den 1970er Jahren wieder eine Bevölkerungszunahme verzeichnet. Die Ortsbewohner von Les Marches heißen auf Französisch les Marcherus.

## Wirtschaft und Infrastruktur

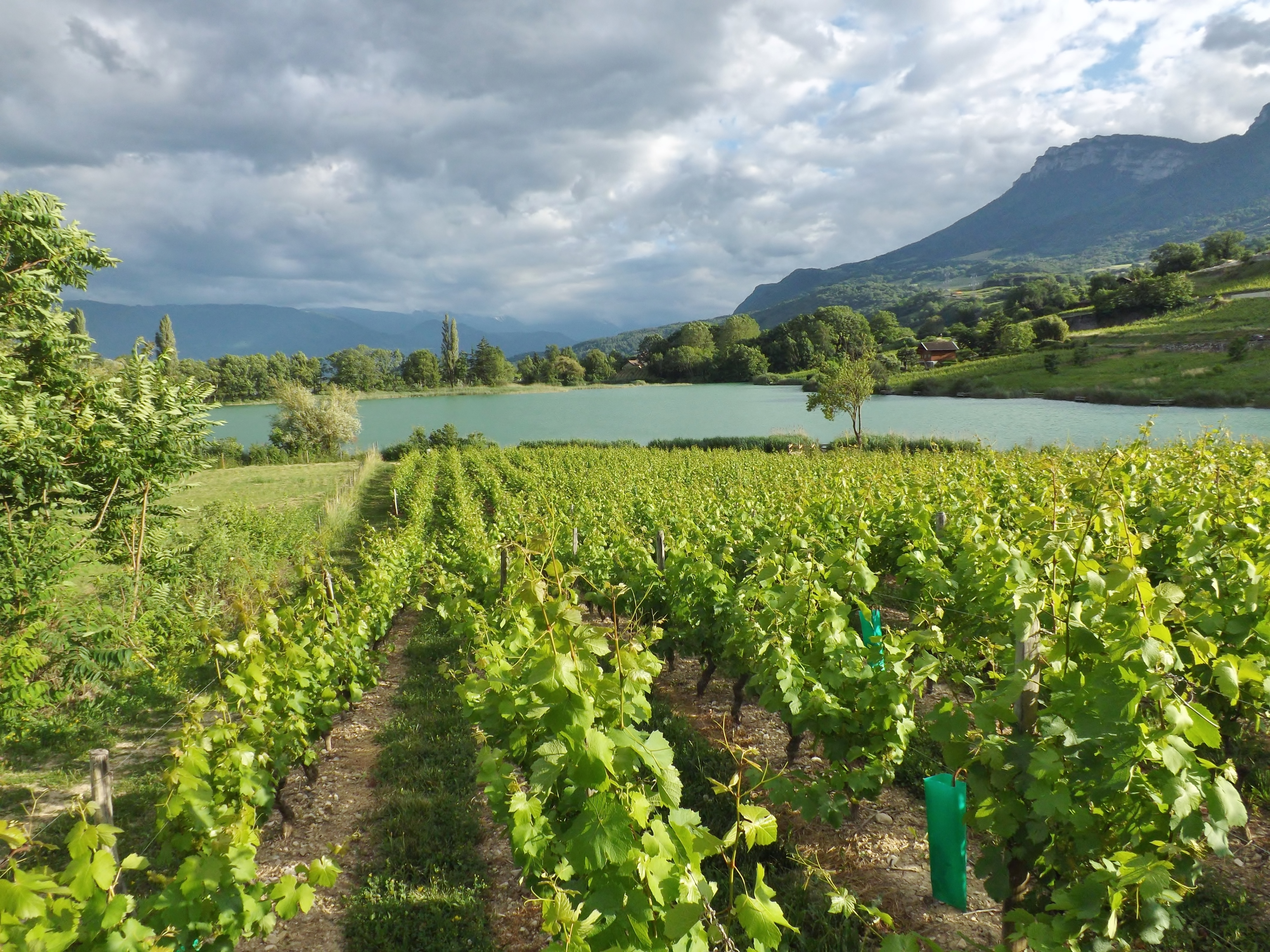
Der Lac de Saint-André umgeben von Weinbergen

Les Marches ist bis heute ein vorwiegend durch die Landwirtschaft geprägtes Dorf. Von Bedeutung ist insbesondere der Weinbau, der sich auf die Lagen konzentriert, deren Untergrund aus dem Bergrutsch entstanden ist. Als Teil der Weinbauregion Savoie gilt allgemein für Weiß-, Rosé- und Rotweine verschiedener Rebsorten die AOC Vin de Savoie. Für Weißweine mit Jacquère als Hauptrebsorte gelten außerdem die strengeren Herkunftsbezeichnungen Vin de Savoie Apremont und Vin de Savoie Les Abymes, vorausgesetzt der Wein wurde von der Traubenernte bis zur Abfüllung im Ort hergestellt. Daneben gibt es heute verschiedene Betriebe des lokalen Kleingewerbes und einige mittelständische Betriebe. Mittlerweile hat sich das Dorf auch zu einer Wohngemeinde entwickelt. Viele Erwerbstätige sind Wegpendler, die in den größeren Ortschaften der Umgebung, vor allem im Raum Grenoble und Chambéry, ihrer Arbeit nachgehen.
Die Ortschaft ist an einer verkehrsgünstigen Stelle gelegen, an der sich die Hauptverkehrsadern des Département Savoie treffen. Die Autobahnen A41 und A43 verlaufen entlang der Gemeindegrenzen und bieten verschiedene Anschlüsse in wenigen Kilometern Entfernung. Die Departementsstraße D1090 (ehemalige N90) verbindet die Anschlussstelle der A43 direkt mit den Gemeinden im Grésivaudan und führt durch das Dorf. Weitere Straßenverbindungen bestehen mit den Nachbargemeinden Myans und Francin. Der nächstgelegene Regionalbahnhof ist Montmélian an den Strecken Culoz–Modane und Grenoble–Montmélian. Der Passagierflughafen Chambéry-Savoie ist 21 km von Les Marches entfernt.

### Ausbildung
In Les Marches befinden sich eine Vorschule (école maternelle) und zwei Grundschulen (école primaire, davon eine mit privatem Träger).